# Антелоп (Орегон)
Антелоп (енгл. Antelope) град је у америчкој савезној држави Орегон.

## Демографија
По попису из 2010. године број становника је 46, што је 13 (-22,0%) становника мање него 2000. године.
| Група             | 2000.      | 2010.      |
| Белци             | 53 (89,8%) | 42 (91,3%) |
| Афроамериканци    | 0 (0,0%)   | 0 (0,0%)   |
| Азијати           | 0 (0,0%)   | 1 (2,2%)   |
| Хиспаноамериканци | 2 (3,4%)   | 0 (0,0%)   |
| Укупно            | 59         | 46         |